# Roberto Gonzalo Bayod
Roberto Gonzalo Bayod Pallarés (Belmonte de Mezquín, 22 de abril de 1919-Belmonte de San José, 14 de noviembre de 2002) fue un jurista, historiador, periodista y político español. 

## Biografía
Se licenció en Derecho y trabajó como tesorero de la delegación provincial del Ministerio de Hacienda en Zaragoza, ocupando también diversos puestos en las delegaciones de Teruel y Jaén.
Experto en ciencia fiscal y en técnicas empresariales, posteriormente se introdujo como facultativo en el campo del Derecho. Fue durante algún tiempo contador del Estado y profesor mercantil de la Universidad de Zaragoza.
En 1967 Roberto G. Bayod se mostró contrario a que el régimen de Franco aprobase una ley de libertad religiosa tras el Concilio Vaticano II, manifestando que el régimen había nacido para la defensa de los derechos de la Iglesia católica. Ese mismo año celebró la aparición de la revista Fuerza Nueva, defensora de «los principios del 18 de Julio», que apoyaría nuevamente cuando en 1974 publicó un artículo en contra de la línea aperturista del presidente del gobierno Carlos Arias Navarro.
Como intelectual de extrema derecha, Bayod se destacó por reivindicar la figura de Joaquín Costa como precursor de la política del Movimiento Nacional.
En 1978 se opuso a la promulgación de la Constitución española, publicando un artículo en la Hoja del Lunes en el que denunciaba el «carácter ateo» del texto.
Entre 1992 y 1996 Bayod fue alcalde (PAR) de su localidad natal, Belmonte de San José. A lo largo de su vida escribió varios libros y centenares de artículos sobre distintos temas como fiscalidad, agricultura, historia, lingüística y religión.

### Militancia carlista
Militante carlista comprometido con esta causa, Bayod fue consejero nacional del Círculo Vázquez de Mella y presidió la Asociación de Cruzados Voluntarios, con sede en Zaragoza, además de presidir la junta directiva del semanario ¿Qué pasa?, al que contribuyó con numerosos artículos de su autoría.
Durante la década de 1960 criticaría el desviacionismo del diario carlista El Pensamiento Navarro, del que decía que publicaba opiniones anticarlistas sin criticarlas, y alertó de que el carlismo estaría condenado a desaparecer si el príncipe Carlos Hugo de Borbón Parma era como lo presentaba el periodista José Carlos Clemente.
Se opuso asimismo al grupo de influencia dirigido por Ramón Massó, secretario de Carlos Hugo, al que acusaba de haber echado veneno contra la religión y la tradición con sus ideas socialistas y calificó como «el último Maroto». Por ello pidió a José María Valiente, jefe delegado de la Comunión Tradicionalista, que solicitase a Carlos Hugo la expulsión de los nuevos mandos socialistas, a quienes definió como «advenedizos que jamás han leído a Vázquez de Mella», y en especial de José María de Zavala, que había sido nombrado secretario general de la Comunión en 1966. 
El 28 de noviembre de 1967 la Junta regional tradicionalista de Aragón acordó expulsar a Bayod de la organización, acusándolo de haber aireado en la prensa cuestiones internas del carlismo, decisión que dejó perplejo a Bayod, quien transmitió una protesta a Don Javier.
Consagrada la fragmentación ideológica del carlismo a finales de los años 60, Bayod formaría parte del sector carlista partidario de continuar con el ideario tradicionalista. En la concentración de Montejurra de 1968 fue agredido por la facción progresista.
En 1973 fue nombrado jefe regional de Aragón de la Hermandad Nacional del Maestrazgo, agrupación cuyo objetivo fundamental era «la instauración de la Monarquía del 18 de Julio» en la persona del Príncipe de España Juan Carlos de Borbón, y en 1975 fue uno de los promotores de la asociación política Unión Nacional Española.
Bayod apoyó después a Sixto de Borbón Parma frente a los «carlistas socialistas» liderados por Carlos Hugo, realizando en 1976 una campaña en la prensa zaragozana para «reconquistar Montejurra», y viajó a Navarra en compañía del teniente alcalde Aroz Pascual y otros. No obstante, posteriormente se estableció que no había participado en los enfrentamientos violentos que tuvieron lugar en el monte, durante los denominados Sucesos de Montejurra.

### Defensa del aragonés oriental
Roberto G. Bayod destacó como uno de los máximos defensores del habla aragonesa oriental como lengua separada del catalán, habiendo sido miembro de la Asociació Baix Aragó y cofundador de la Federación de Asociaciones Culturales del Aragón Oriental (FACAO). En el prólogo de su libro Vivencias y anécdotas, publicado en el año 2000, se definía como «bajoaragonés de a pie». En homenaje por su tesón y entrega por el habla aragonesa oriental, en 2002 la FACAO puso el nombre de Roberto G. Bayod a un Concurso Literario en Aragonés Oriental que se realiza anualmente.

### Familia
Era hijo de Emilio Bayod y de Josefa Pallarés. Se casó con Trinidad Bayod, con quien tuvo dos hijos: María del Carmen Bayod Bayod y José Manuel Bayod Bayod.

## Obras
- Legislación y práctica tributaria de espectáculos (1949)
- El derecho fiscal y los principios del Derecho (1952)
- Problemas, fórmulas y soluciones de cálculo tributario y laboral (1954)
- Los impuestos sobre el lujo (1963)
- La ermita de San José, del Bajo Aragón, en Belmonte (1968)
- El Reino de Aragón durante el gobierno intruso de los Napoleón (1979)
- Suministros exigidos al pueblo aragonés para el Ejército napoleónico-francés (1979)
- Belmonte de San José: ayer y hoy (1998)
- La guerra internacional de España (1998)
- Vivencias y anécdotas de un bajoaragonés de a pie (2000)